# Heterotheca barbata
Heterotheca barbata là một loài thực vật có hoa trong họ Cúc. Loài này được (Rydb.) Semple mô tả khoa học đầu tiên năm 1987.